# Marie Egner
Marie Egner (née le 25 août 1850 à Bad Radkersburg, morte le 31 mars 1940 à Vienne) est une peintre autrichienne.

## Biographie

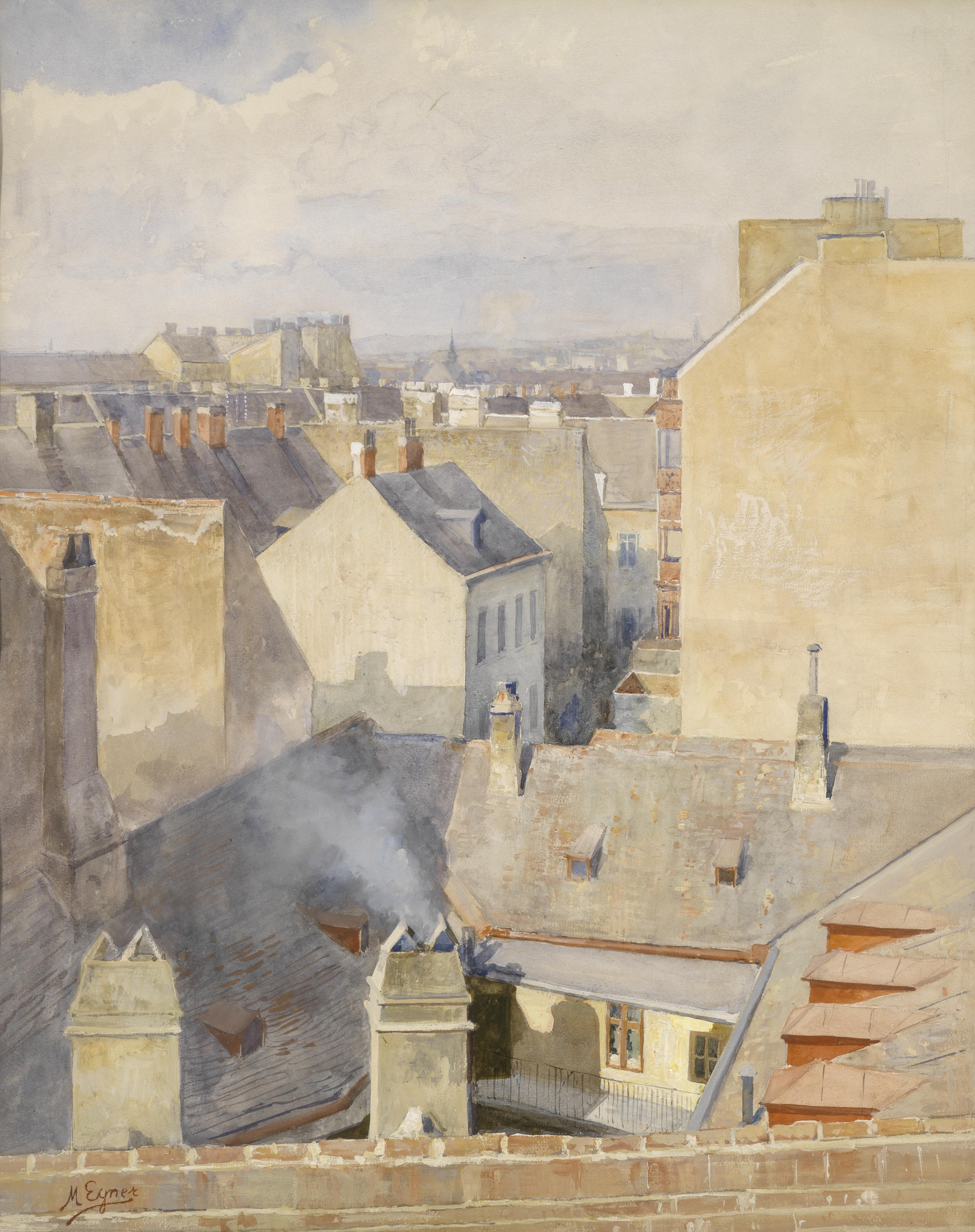
Vue de l'atelier de Klagbaumgasse (Vienne), vers 1890

Marie Egner étudie d'abord la peinture à Graz auprès du professeur de dessin Hermann von Königsbrunn (de) puis va à Düsseldorf pour être auprès de Carl Jungheim de 1872 à 1875. En 1882, elle vient près de Vienne pour être avec sa mère. Elle est alors l'élève d'Emil Jakob Schindler et appartient à son cercle au château de Plankenberg, à Sieghartskirchen. Elle fait de nombreux voyages d'étude, notamment en Angleterre de 1887 à 1889. Elle fait ses premières expositions à Vienne, en Allemagne et en Angleterre. Avec Olga Wisinger-Florian, Marie Müller et Teresa Feodorovna Ries, elle est l'une des fondatrices en 1900 du Groupe des huit femmes artistes de Vienne. En 1910, elle ferme son école de peinture pour les femmes pour des raisons de santé. Après la Première Guerre mondiale, elle appartient à l'Association des Femmes Artistes de Vienne (de) qui organise une grande exposition autour d'elle en 1926. En 1930, elle commence à perdre la vue et se retire de la vie publique.
Marie Egner est avec Tina Blau, Olga Wisinger-Florian et Broncia Koller-Pinell, l'une des femmes artistes les plus importantes de Vienne en 1900. En tant qu'élève d'Emil Jakob Schindler, elle appartient au Stimmungsimpressionismus (de). Elle peint notamment des paysages à l'huile et des aquarelles ainsi que des pièces florales. Son intérêt pour la nature l'a amenée à la peinture sur le motif.

## Source de la traduction
- (de) Cet article est partiellement ou en totalité issu de l’article de Wikipédia en allemand intitulé « Marie Egner » (voir la liste des auteurs).